# Parque nacional Odaesan
El Parque nacional Odaesan (en coreano: 오대산국립공원) se encuentra en la provincia de Gangwon-do, en el país asiático de Corea del Sur. Fue designado por primera vez como el parque nacional 11 en 1975. El parque lleva el nombre del monte Odaesan de 1.563 metros (5.128 pies), que significa "Montaña de las Cinco Llanuras", en referencia a las cinco llanuras entre los cinco picos más importantes del área. El parque es el hogar de un total de 3.788 especies: 1.040 especies de plantas, 28 especies de mamíferos, 103 especies de aves, 13 especies de anfibios, 12 especies de reptiles, 35 especies de peces, 1.976 especies de insectos y 157 especies de arañas.